# Gustav Mráz
Jaroslav Borovička (Bratislava, 11 de setembro de 1934 – 2 de junho de 2025) foi um futebolista eslovaco, que atuava como atacante.

## Carreira
Gustáv Mráz fez parte do elenco da Seleção Tchecoslovaca de Futebol que disputou a Copa do Mundo de 1958.

## Ligações Externas
- Perfil em FIFA.com (em inglês)